# 中瀬正幸
中瀬 正幸（なかせ まさゆき、1918年（大正7年）7月1日 - 1942年（昭和17年）2月9日）は、大日本帝国海軍の軍人、海軍航空隊戦闘機搭乗員。最終階級は一等飛行兵曹、2階級特進により、飛行特務少尉。いわゆるエース・パイロットと呼ばれる撃墜王（撃墜数18）。

## 生涯
1918年（大正7年）、徳島県徳島市生まれ。1934年（昭和9年）6月1日、「第5期飛行予科練習生」（乙飛）を志願し横須賀海軍航空隊に入隊。
1938年（昭和13年）3月、飛行練習生課程を修了し三空曹昇進、大村海軍航空隊に配属された。同年末、第14航空隊に配属。日中戦争（支那事変、日華事変）に出動するが空戦の機会はなかった。その後横須賀航空隊に移る。
1940年（昭和15年）7月、「横空」勤務中に第12航空隊の零戦隊として出動が決定、21日、零戦第一陣として横山保大尉らとともに漢口王家墩飛行場に進出した。搭乗員宿舎は元監獄で、岩井勉と相部屋だった。
10月4日、第一次成都攻撃で横山指揮する2個編隊の第2編隊として参加。初の実戦であった。太平寺飛行場に到着すると、引込線に止めてあった敵機に低空銃撃を何度も繰り返したが燃えず、最終手段として同じ編隊の東山市郎空曹長、羽切松雄一空曹、大石英男二空曹と強行着陸を敢行。この計画は前日に東山らが発案し、中瀬にも持ち掛けられたものである。大石がまず着陸し、中瀬が後に続いた。機体を降りるなり、中瀬は大石とともに敵機に走っていった。その途中で大石がマッチを取り出したところ、地上部隊の銃撃に遭遇、伏せて応戦したが、大石の拳銃が故障したため、二人で修理したのち、這いながら敵機に近づいた。しかし銃撃が激しいため、機体に戻り離陸。その時、被弾し墜落していくSBとすれすれにすれ違い、思わず機体から体を乗り出し快哉を叫んだ。しかしその直後、地上部隊の機銃が右のタンクを貫通して減速する。自爆を覚悟した中瀬は、父からもらった郷里の氏神様のお守りを首から外したが、大石が近づいて機体をバンクさせ励ましたため、漢口へと帰還する事が出来た。
1941年（昭和16年）3月14日、再び成都攻撃が行われる事となり、戦闘隊（長：横山保大尉）第2中隊（長：蓮尾隆市中尉）第3小隊1番機として参加。第2中隊は第1中隊と分離し、鳳凰山飛行場、温江飛行場、太平寺飛行場、双流飛行場、新津飛行場を順に偵察するも敵機を確認できなかった。大邑飛行場に向かっていた道中、I-153 2機と会敵、2番機の野沢三郎一空と各1機を撃墜した。そのまま、大邑飛行場には向かわず中隊から分離して第1中隊と合流し、双流飛行場上空にて中国空軍第3大隊および第5大隊のI-153 と交戦、5機（うち1機は燃料不足のため撃墜を確認できず不確実）を撃墜。
5月26日、中国空軍第5大隊が南鄭飛行場に集結しているとの情報を受け、南鄭・成県・天水飛行場総攻撃が敢行される。中瀬は成県・天水飛行場攻撃を実行する第2戦闘隊（長：鈴木實大尉)の第3小隊長機として参加。天水飛行場に接近すると、第3小隊は本隊から離脱して低空で偵察を行ったが、第5大隊はまだ来ておらず、それを空中に避退していたと思いしばらく待ったが来ないため、帰還。その道中、鹽関上空にて第5大隊のI-153 9機編隊を発見、3番機の中仮屋国盛三空曹とともに本隊を離脱し、中瀬が3機、中仮屋が2機、計5機を撃墜（中国側の記録では第5大隊副大隊長余平想機・分隊長張森義機の2機）。しかし、燃料不足や中仮屋機が被弾した恐れがあったため本隊への合流を断念、運城飛行場へ帰還した。一方、鈴木大尉率いる本隊は給油中の17機とSB1機を銃撃で全機破壊した。
同年9月、 第3航空隊に転属。
1941年（昭和16年）12月8日 太平洋戦争が開戦するとフィリピン島攻撃に参加、その後、蘭印航空戦に参加。
1942年（昭和17年）2月9日、セレベス島マカッサル付近で装甲車を銃撃中に被弾して戦死（2階級特進により飛行特務少尉）、正八位。
温和でスポーツ万能、率先して行動し、空戦技術には天才的なものが有ったと語られている。

## 参考
- 秦 郁彦, 伊沢 保穂『日本海軍戦闘機隊〈2〉エース列伝』大日本絵画、2011年。ISBN 978-4-499-23045-2。
- 野村了介ほか『空戦に青春を賭けた男たち』光人社NF文庫、2018年。ISBN 978-4-7698-3091-7。
- 零戦搭乗員会『零戦、かく戦えり！　搭乗員たちの証言集』文藝春秋、2016年。ISBN 978-4167907617。
- 「零戦99の謎」